# 皇家浴池
13°25′51.60″N 103°54′24.15″E / 13.4310000°N 103.9067083°E

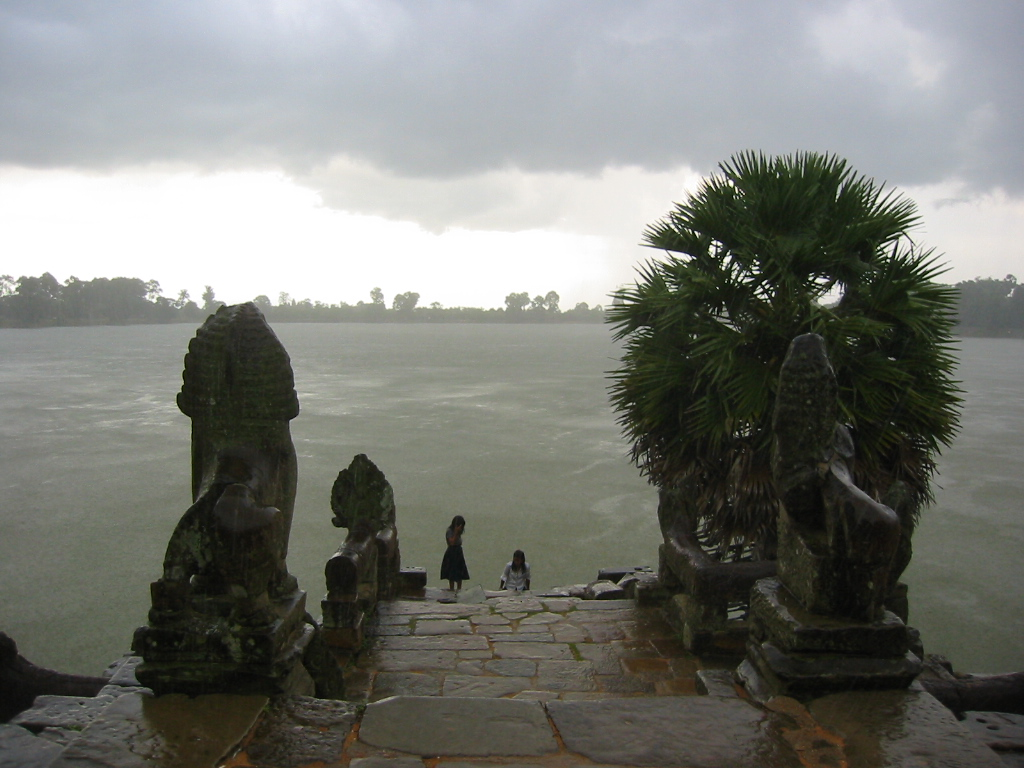
皇家浴池（西）

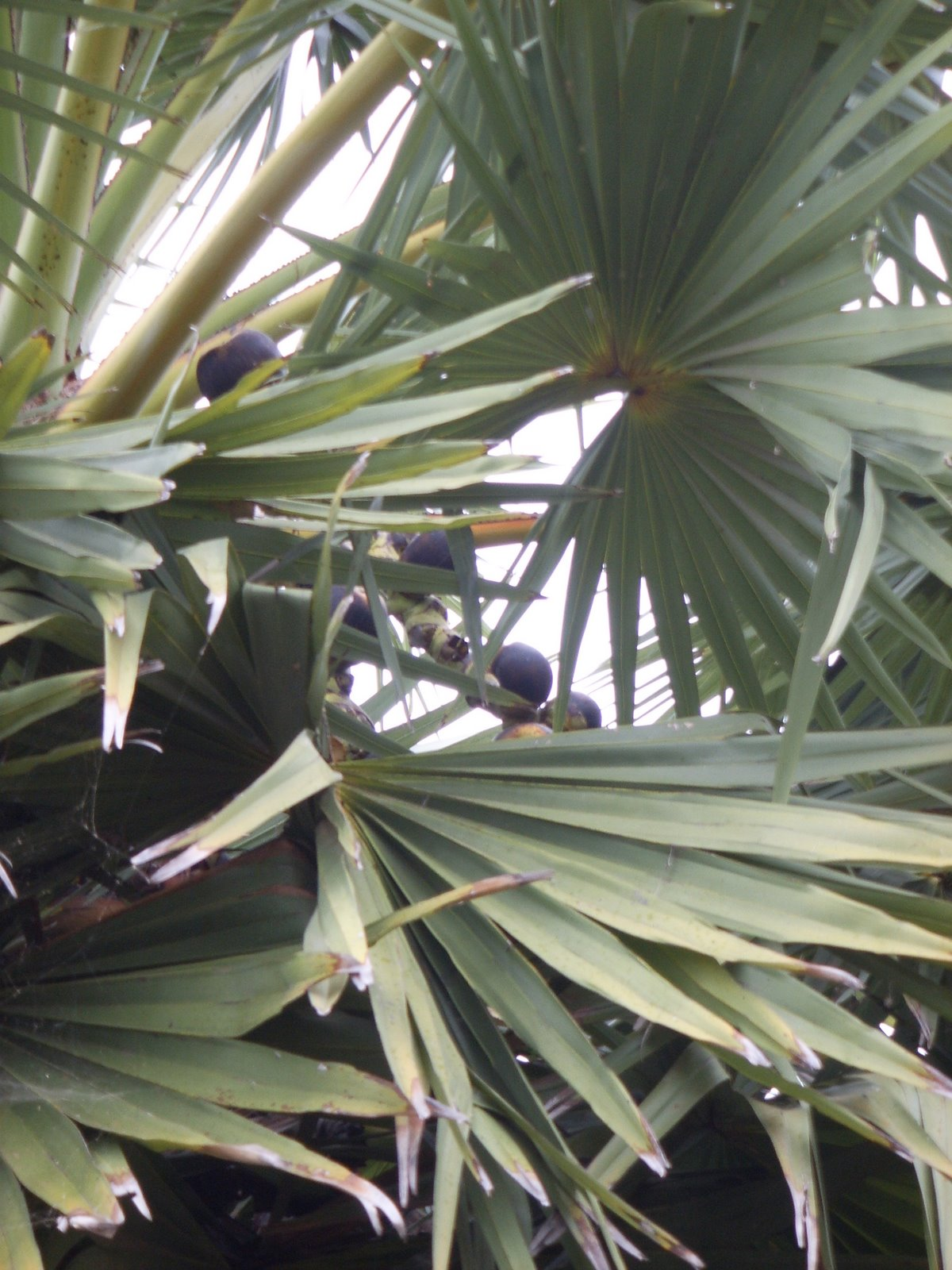
皇家浴池前的棕糖樹（母樹）

皇家浴池是位於吳哥的一座人工湖，位在斑黛喀蒂寺東門的對面。建造於10世紀中葉，並曾於12世紀晚期或13世紀早期改建，是當地的一個觀光景點。

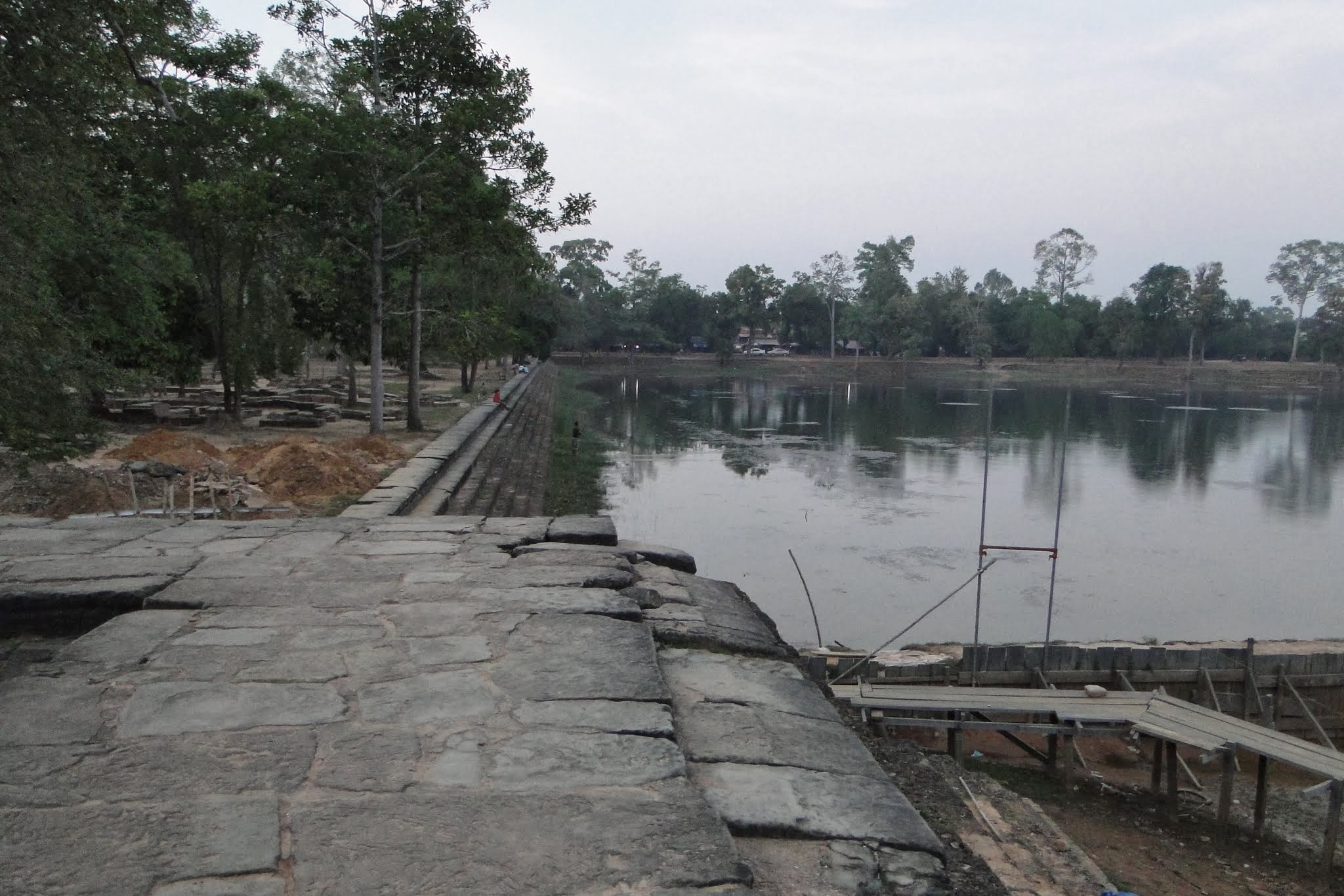
石码头